# Сассокорваро-Аудиторе
Сассокорва́ро-Аудито́ре (итал. Sassocorvaro Auditore) — итальянская коммуна в провинции Пезаро-э-Урбино региона Марке. Учреждена 1 января 2019 года путём слияния двух смежных коммун: Аудиторе и Сассокорваро. Это было подтверждено региональным законом Марке № 47 от 12 декабря 2018 г., опубликованным в Официальном бюллетене региона Марке № 110 от 13 декабря 2018 г.
Перепись населения, проведённая ISTAT 1 января 2021 года, показывает население численностью в 4870 человек. Плотность населения составляет 55,63 чел./км². Площадь коммуны распространяется на 87,55 км².
Покровителем коммуны почитается святой великомученик Георгий, празднование 23 апреля.

## Демография
Динамика населения (2001—2020).